# Canyon de Santa Elena
Le canyon de Santa Elena (en anglais : Santa Elena Canyon) est un canyon formé par le Río Grande, à la frontière du Texas, aux États-Unis, et du Chihuahua, au Mexique. Du côté américain, il est protégé au sein du parc national de Big Bend et on y accède par le Santa Elena Canyon Trail.

## Histoire
Côté Texas, le parc national de Big Bend a été créé dès 1944. Il était prévu de faire un parc commun avec le Mexique, mais la partie mexicaine ne fut créée qu'en 1994 sous le nom de zones de protection de la faune et de la flore du canyon de Santa Elena et des Maderas del Carmen.